# HMS Serpent (1887)
El HMS Serpent fue un crucero de tercera clase de la Marina Real británica, construido en Devonport entre 1885 y 1888. Botado el 10 de marzo de 1887, desplazaba 1770 toneladas y estaba armado con 6 cañones de 6 pulgadas y 5 tubos lanzatorpedos de 14 pulgadas.
El 10 de noviembre de 1890, cuando navegaba bajo el mando del comandante de la Marina Real Harry L. Ross, el buque naufragó frente a la costa gallega, causando la muerte de 172 de sus 175 tripulantes.

## Características

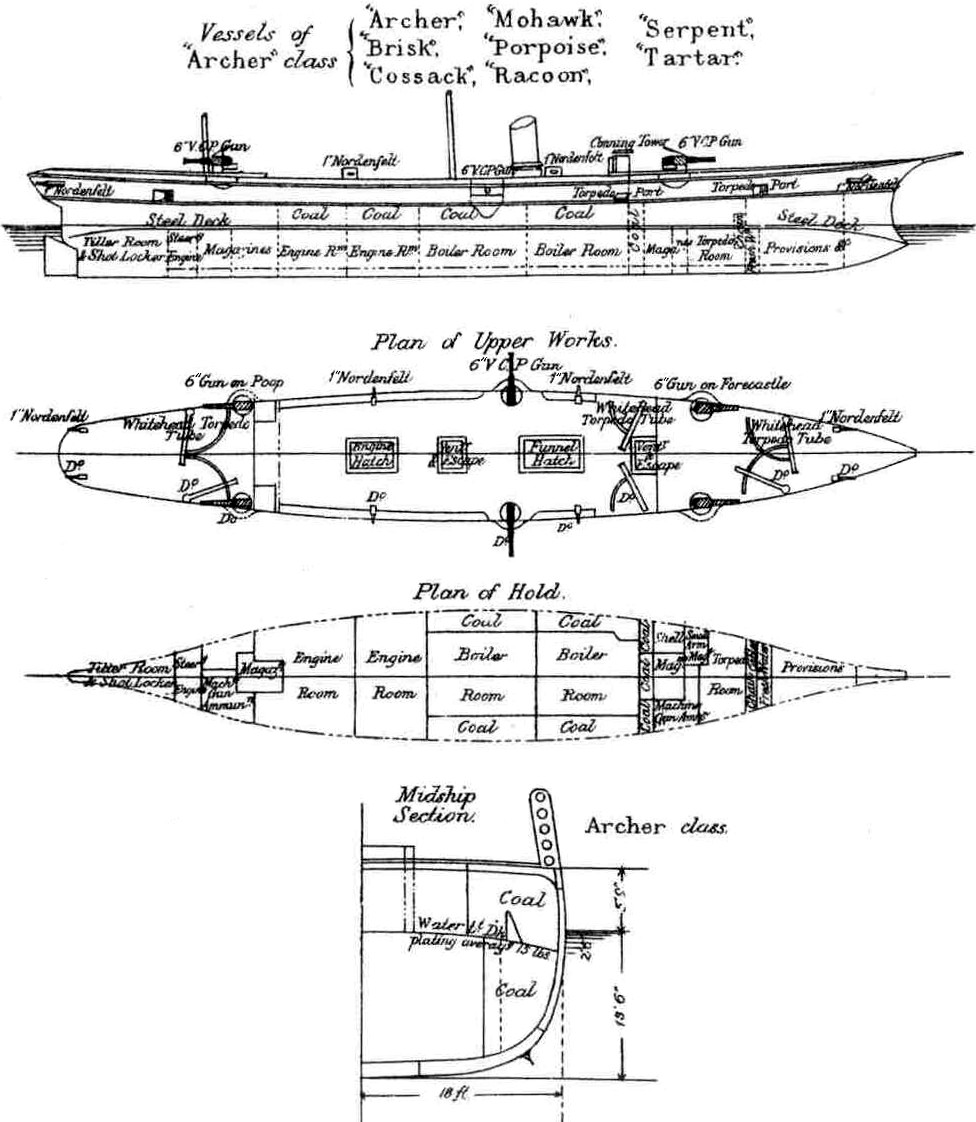
Planos de la clase Archer, una serie de cruceros torpederos

El Serpent pertenecía a la clase Archer, una serie de ocho cruceros torpederos de la Marina Real Británica en servicio desde la década de 1880 hasta 1910, fueron los primeros buques de la Marina Real británica en usar el galvanizado para proteger el metal de la exposición al agua salada.
El peso del armamento del buque, hacía que éste se balancease peligrosamente con el oleaje.

## Hundimiento

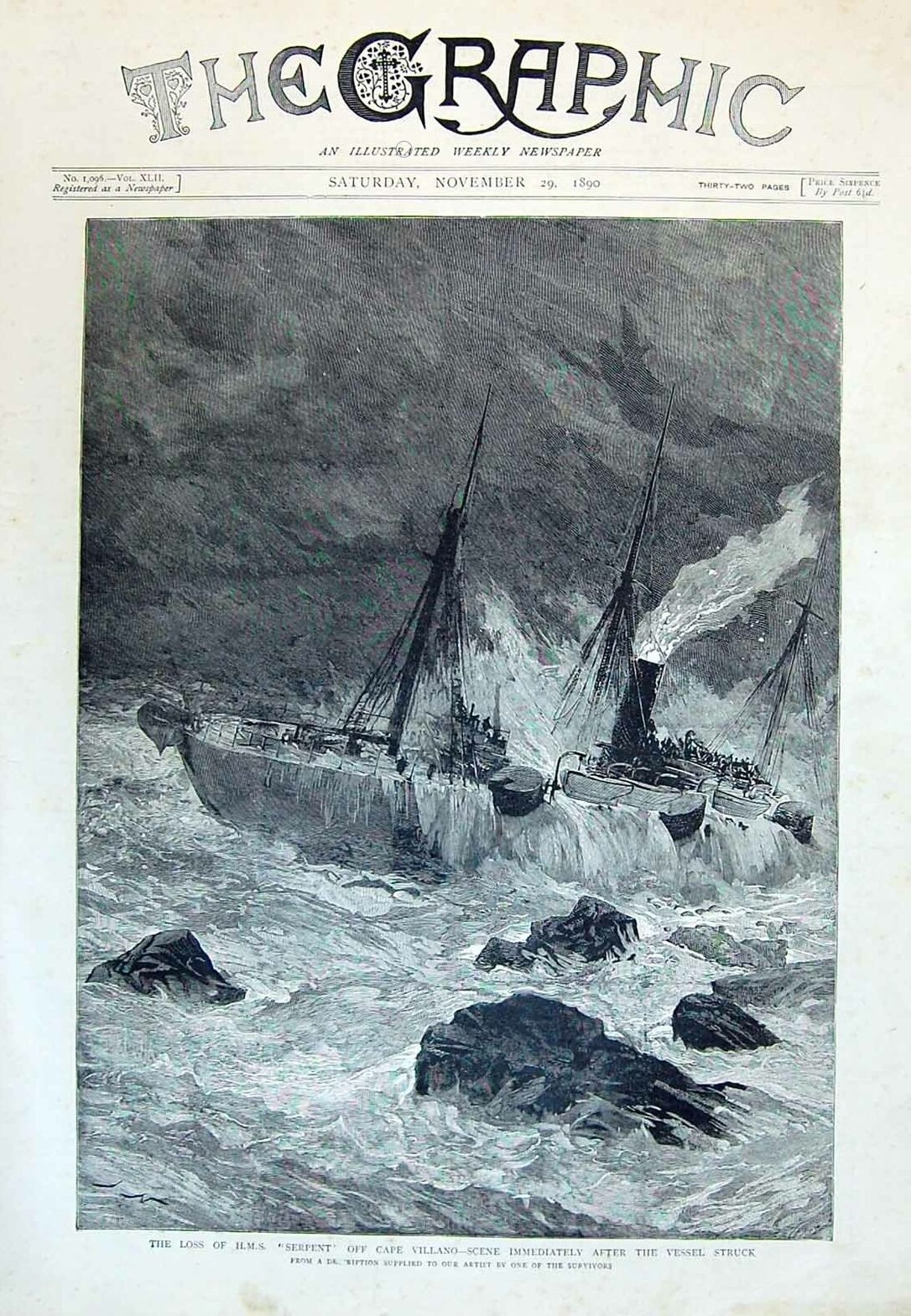
La pérdida del Serpent frente a cabo Villano, la escena inmediatamente después del choque del barco. The Graphic, 29 de noviembre de 1890

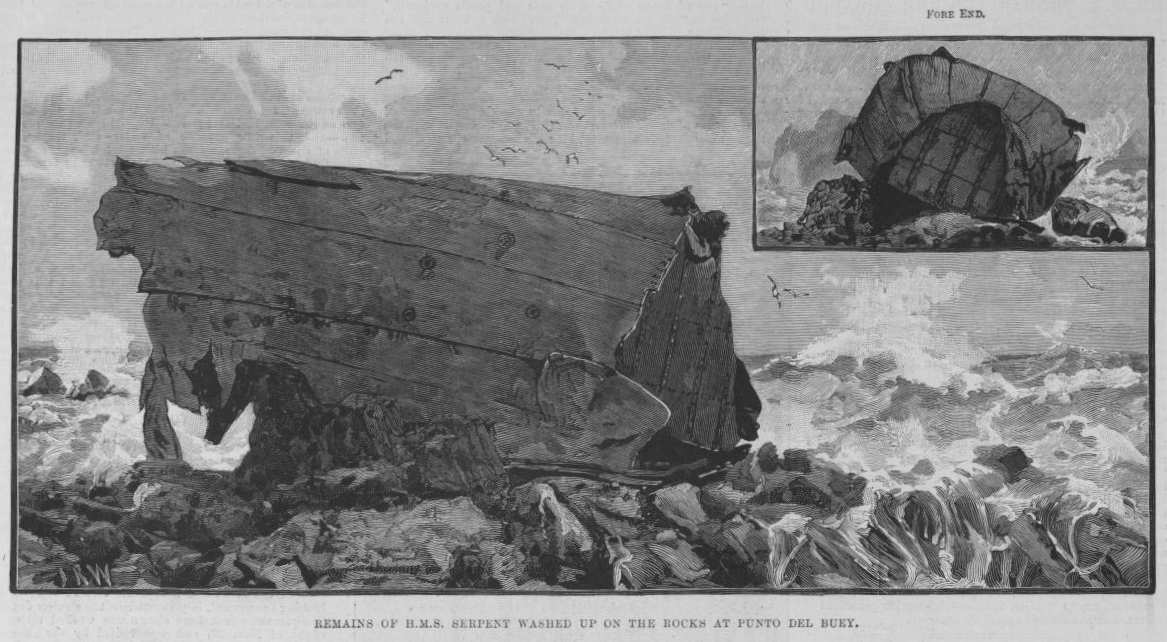
Los restos del Serpent aparecieron en las rocas del Punto del Buey. Illustrated London News, 1890

El HMS Serpent, el 24 de junio de 1890 a pesar de encontrarse en situación de reserva fue asignado para prestar servicio. Zarpó del puerto de Plymouth el sábado 8 de noviembre de 1890. Su destino era relevar a su gemelo, el HMS Archer, en la West Africa Station y prestar servicio en las bases navales del cabo de Buena Esperanza y en la costa oeste africana en las islas de Madeira y Acra (Sierra Leona).
Estaba al mando de los siguientes oficiales:
- Comandante Harry Leith Ross: oficial veterano de la Marina Real a la que se unió en 1862. Había recibido el mando del Serpent en el verano de 1890.
- Primer teniente Guy Alnwic John Greville: teniente desde 1884 con varias acciones de guerra en su historial.
- Oficial de Derrota, Peter N. Richards: ascendido a teniente en 1886, sin experiencia de guerra. Sin embargo, conocía la costa gallega al haber formado parte de la escolta de Alfredo, duque de Edimburgo y segundo hijo de la Reina Victoria de Inglaterra.
- Torquil John Pollard Ross Macleod: alcanzó el grado de teniente en 1886, y había navegado anteriormente con Greville.

El domingo 9 de noviembre, el Serpent era zarandeado por una marejada tan fuerte que la tripulación pensó que el capitán ordenaría el regreso al puerto de partida. Durante varias horas, el barco se mantiene al pairo hasta que amaina la tormenta. Sin embargo, el teniente Richards no es capaz de avistar el sol para situar con precisión al buque en las cartas náuticas. 
A la mañana del día 10, el capitán Ross discutió largamente con su Oficial de Derrota acerca de la posición y rumbo del barco ya que, pese a que el tiempo no ayudaba, se había avistado una costa a babor. 
No había niebla, la llovizna y las nubes reducían la visibilidad, y los barcos que cruzaron su rumbo con el suyo, no advirtieron nada extraño en su modo de navegar. Esa tarde, el marinero Onesipherous Oney Luxton hacía la guardia de primer cuartillo, con órdenes expresas del capitán de mantener rumbo suroeste-medio sur. Los marineros Frederick Joseph Gould y Benjamin Burton estaban encargados de las sondas, pero el capitán no les ordena medir la profundidad del fondo. A las ocho, Gould y Burton suben a cubierta a hacer la guardia hasta las 24:00, cuyo oficial será Richards. Sin embargo, el Comandante permanecerá en el puente, redoblando la vigilancia.
A las 21:00, los mandos vuelven a discutir sobre la posición del buque, ordenando un cambio de rumbo al oeste y pidiendo el Comandante que el vigía buscase la luz del faro del cabo Villano por la banda de babor. Pero la noche era cerrada y el vigía de babor ni siquiera oyó las rompientes. A las diez y media de la noche, Gould y Burton descansan en cubierta con el chaleco salvavidas puesto. Dichas prendas no eran de uso general en la Marina de la época, contando el Serpent únicamente con 25 chalecos para 175 hombres. 
Cuando el casco del Serpent crujió al encajarse contra la punta do Boi a una velocidad de unos nueve nudos, la mayoría de la tripulación lo confundió con un golpe de mar, hasta que alguien gritó que habían embarrancado. El comandante ordenó cerrar las puertas estancas y librar los botes, orden que transmitió el teniente Richards. Luxon despertó en su coy, y el instinto le hizo coger uno de los chalecos cuando corre hacia cubierta. Es entonces cuando el Comandante ordenó poner las máquinas atrás toda, cosa que resultó imposible. Gould es el patrón del bote de babor y la mar lo hizo astillas, tragándose a los ocho marineros del bote, excepto Gould que quedó aferrado al costado del buque. Un golpe de mar arroja a Luxon al agua, separándolo del buque. Burton recibió la orden de soltar todo aquello que pudiera flotar para ayudar a los supervivientes, pero el otro bote se hizo añicos contra las rocas y el Comandante desistió de intentarlo de nuevo, ordenando a la marinería trepar a los mástiles para salvar la vida. Una ola separa a Burton de sus compañeros cuando se encuentra sujeto a las jarcias. El mar volvió a arrojarlo sobre la cubierta del barco, momento que el marinero aprovecha para desembarazarse de todo lo que le pueda impedir nadar. Cuando cae nuevamente al agua, solo viste un jersey y el chaleco salvavidas.
Dos horas después, el agotado Burton logra alcanzar la costa. Camina entre los cadáveres y los cuerpos agonizantes de sus compañeros hasta que encuentra a Luxon malherido: las rocas han destrozado su pierna derecha. Apoyándose el uno en el otro, los supervivientes caminan hacia una casa que divisan en la costa. Tras ayudarles a reponer fuerzas, los habitantes acompañan a los marineros a la casa del párroco de Javiña, que los acoge. Gould, el tercer superviviente, ha ganado la costa solo y solo lo encuentran el alcalde de Camariñas y su ayudante de marina.
La Corte Marcial, celebrada el 16 de diciembre de 1890 concluyó que la pérdida del Serpent se debió a un error de navegación.

## Entierro

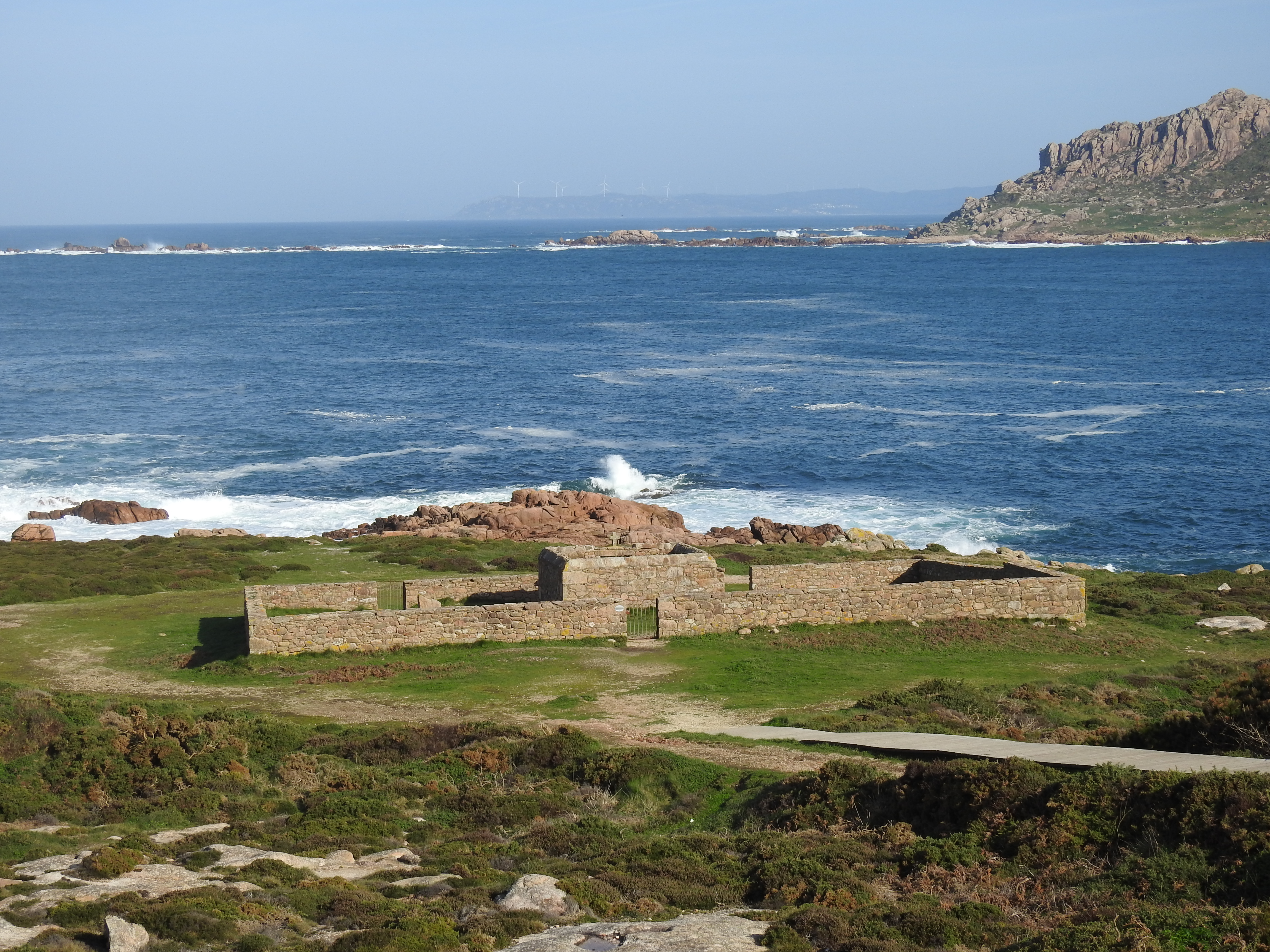
Cementerio de los Ingleses en Camariñas.

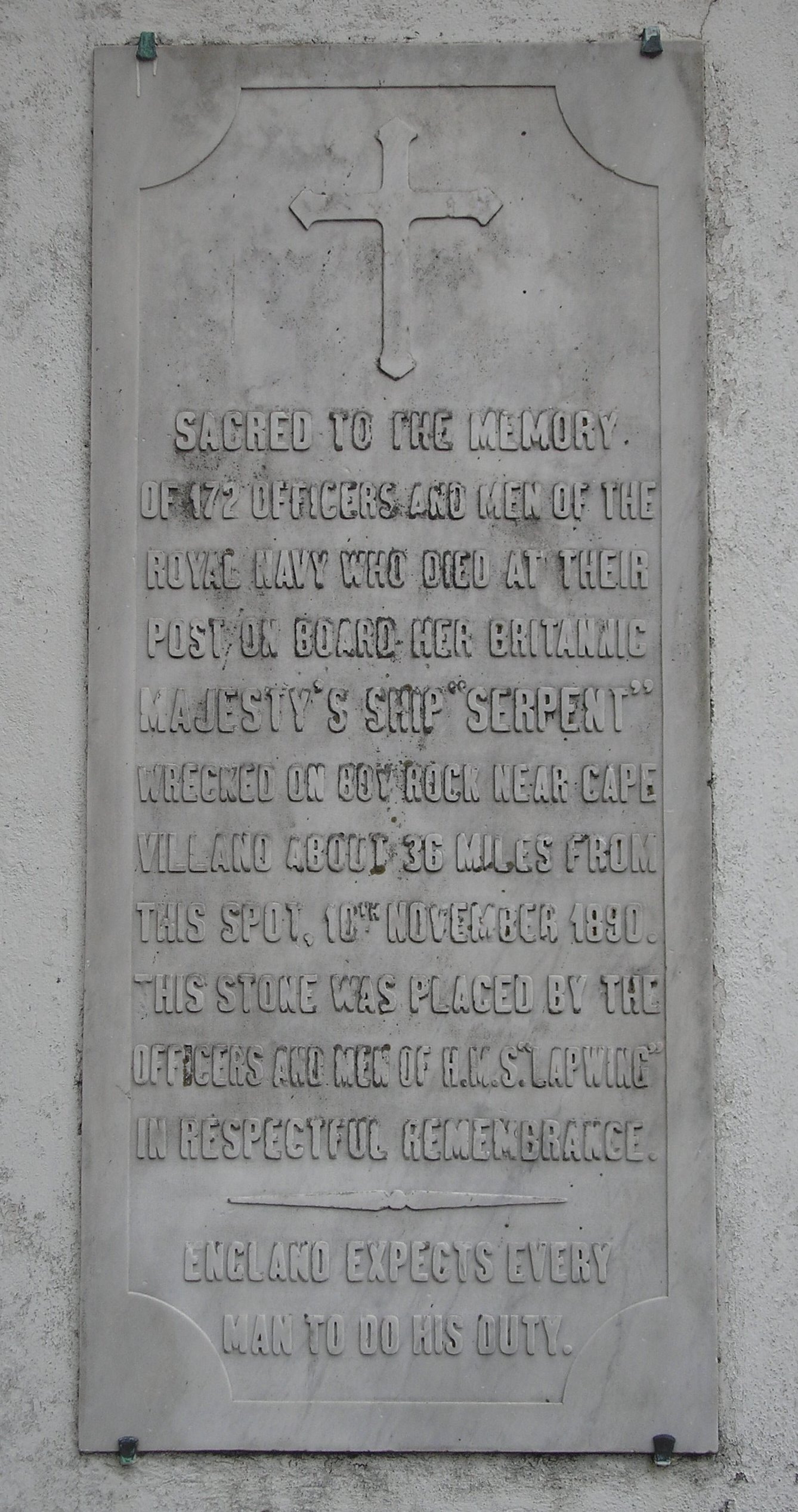
Placa situada en los jardines de San Carlos de La Coruña en recuerdo de los muertos del naufragio del HMS Serpent.

Desde el martes 11 se comenzó el rescate de los cuerpos del Serpent. Dada la proximidad a la costa del punto del naufragio, la mar estuvo muchos días arrojando cadáveres mutilados a la costa, que fueron enterrados a pie de playa, quedando las 172 víctimas enterradas en un improvisado cementerio en el lugar (conocido como Cemiterio dos ingleses), que fue posteriormente consagrado el 23 de noviembre.
En una visita de la escuadra inglesa a la ría de Arosa en 1896, el Almirantazgo inglés ordenó colocar una placa conmemorativa en el monte Lobeira sobre la roca en la que se había enclavado una cruz para honrar la memoria de los que encontraron muerte en las aguas del mar, para que sirviese de recuerdo y homenaje a las víctimas del hundimiento, placa que todavía existe en la actualidad.

## Consecuencias
Al saber la Armada que los tres únicos supervivientes del Serpent llevaban el chaleco salvavidas puesto, se generalizó su uso en el resto de los buques de la Marina Real británica.